# کمری (دهانه)
کمری یک دهانه برخوردی در ماه‌ است.

## دهانه‌های اقماری
این دهانه ۳ دهانه اقماری دارد.
| Comrie | عرض جغرافیایی | طول جغرافیایی | قطر          |
| ------ | ------------- | ------------- | ------------ |
| K      | ۲۲.۱° N       | ۱۱۲.۳° W      | ۷۳.۰ کیلومتر |
| T      | ۲۳.۱° N       | ۱۱۵.۳° W      | ۴۳.۰ کیلومتر |
| V      | ۲۴.۶° N       | ۱۱۵.۹° W      | ۲۹.۰ کیلومتر |